# Quirin Oettl

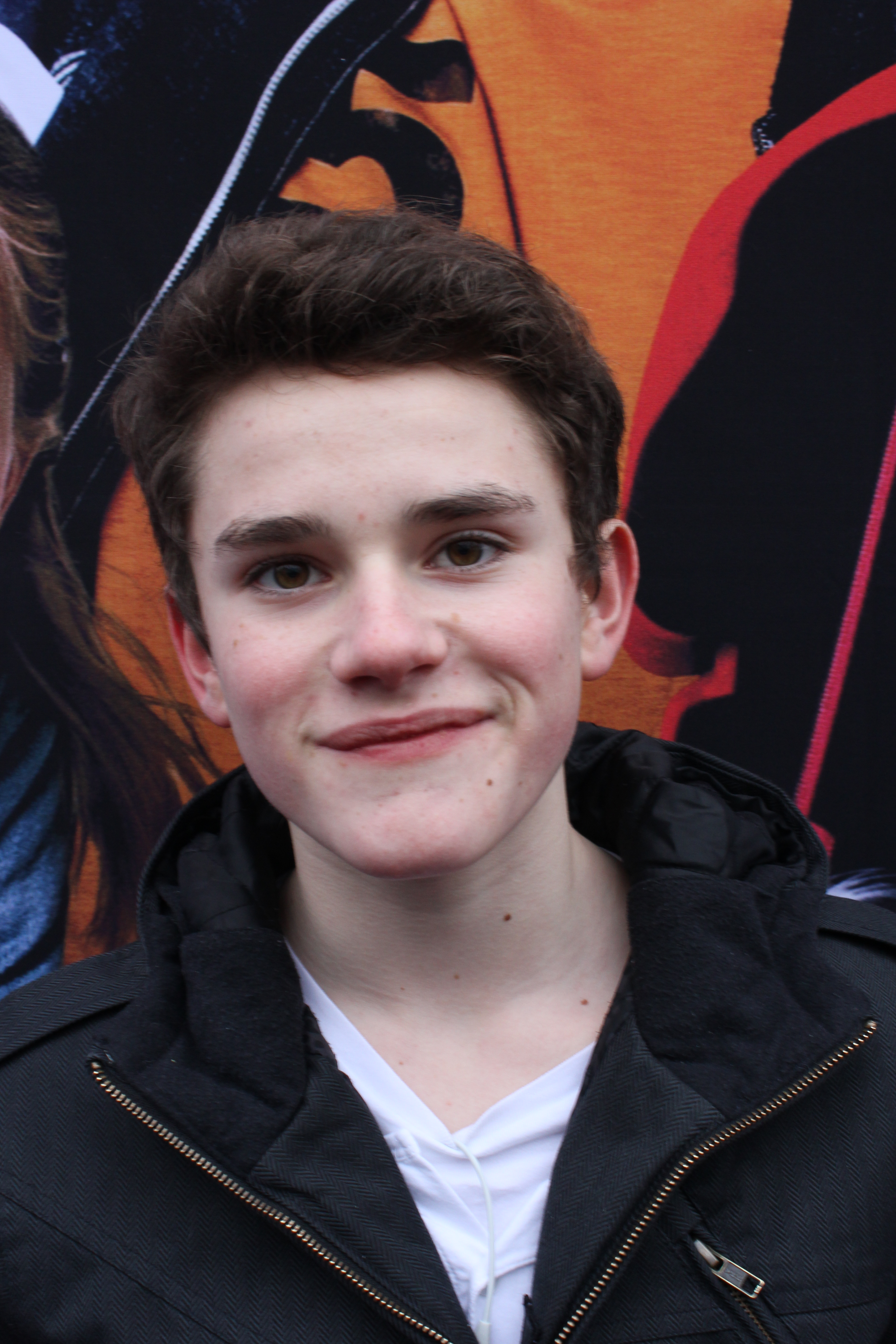
Quirin Oettl (2012)

Quirin Oettl (* 26. März 1999 in München) ist ein deutscher Schauspieler.

## Leben
Quirin Oettl war 2009 im ARD-Fernsehfilm Liebe vergisst man nicht in der Rolle des jungen Robert Kant zu sehen. 2011 war er in einer tragenden Rolle im ARD-Fernsehfilm Und dennoch lieben wir zu sehen, in dem er erstmals mit Justus Schlingensiepen zusammen spielte. Erneut spielt er im Kinofilm Fünf Freunde, der nach einem Buch aus der gleichnamigen Serie Fünf Freunde von Enid Blyton entstand, mit Justus Schlingensiepen zusammen. In diesem spielt er eine der Hauptrollen, nämlich Julian. Der Kinofilm kam Ende Januar 2012 ins Kino. Da der Film ein Erfolg war, waren der zweite Teil Anfang 2013 und der dritte Teil Anfang 2014 im Kino zu sehen, bei denen er erneut die Rolle des Julian verkörperte. Teil 4 erschien am 29. Januar 2015.

## Filmografie (Auswahl)

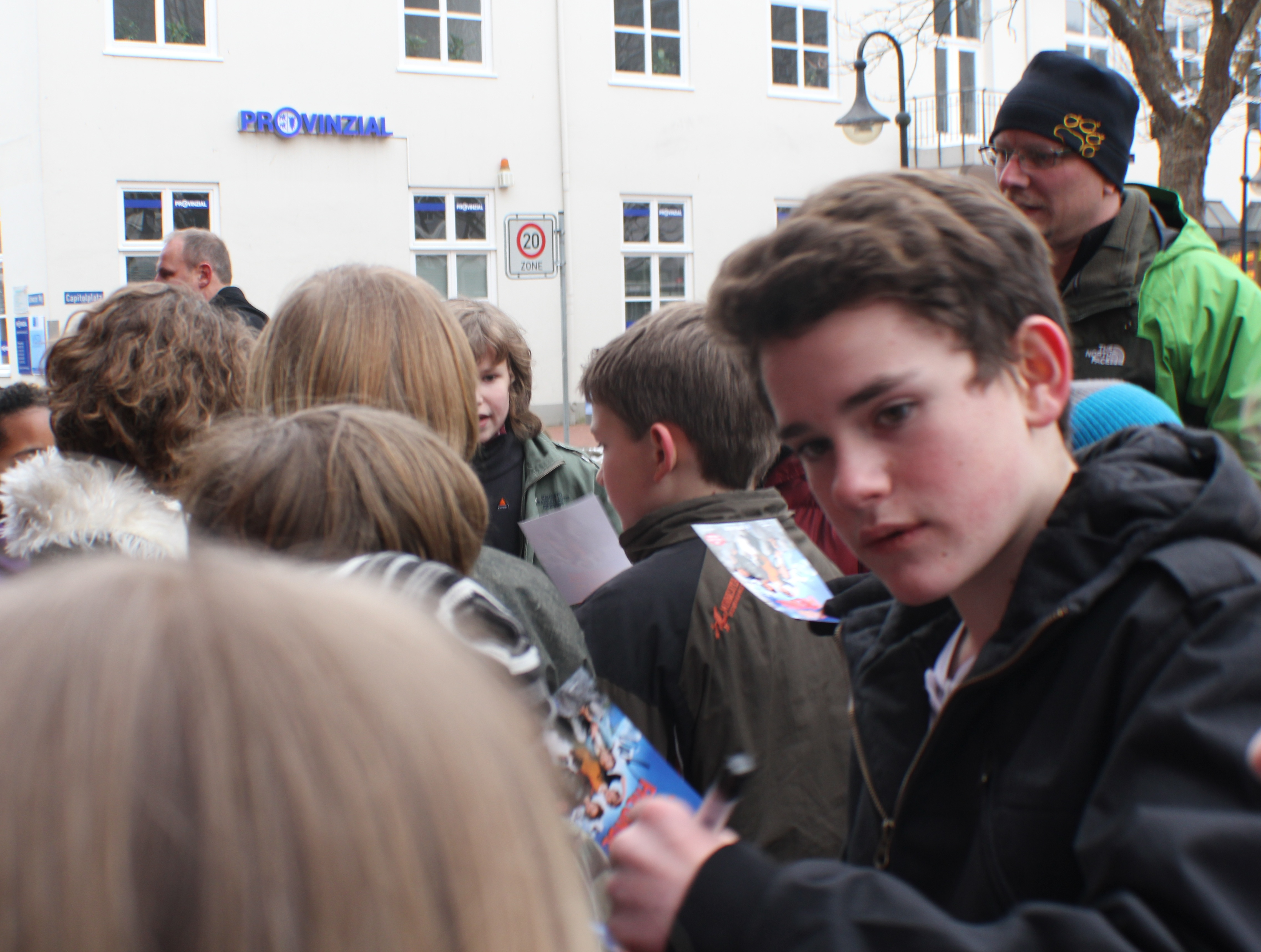
Quirin Oettl beim Geben von Autogrammen (2012)

- 2010: Liebe vergisst man nicht (Fernsehfilm)
- 2011: Und dennoch lieben wir (Fernsehfilm)
- 2012: Fünf Freunde
- 2013: Fünf Freunde 2
- 2014: Fünf Freunde 3
- 2015: Fünf Freunde 4
- 2017: Hubert und Staller (Fernsehserie)[4]